# Јоханес Бласковиц
Јоханес Албрехт Бласковиц (Патерсвалде, 10. јул 1883 — Нирнберг, 5. фебруар 1948) је био немачки војни командант током Другог светског рата, са највишим чином генералоберст. Био је познат као специјалиста тенковске борбе, који је командовао армијама на више фронтова током рата.

## Биографија

### Младост и Први светски рат
Бласковиц је рођен у Патерсвалдеу у Источној Пруској, као син лутеранског свештеника. Уписао се у војну школу у Кеслину 1894. године. Постао је кандидат за официра 1901, а након завршетка школовања је постао члан Источно Пруске армијске регименте у Остеродеу.
Током Првог светског рата је служио и на источном и на западном фронту. Стекао је искуство као командант пешадијске чете, и награђен је Гвозденим крстом за храброст.

### Између два рата
Бласковиц је након пораза Немачке у Првом светском рату остао у смањеној војсци новостворене Вајмарске републике. Напредовао је у служби све до 1938. године, када је Хитлер отпустио већину старијих официра. Бласковицев однос према нацистичком освајању власти је био другачији, јер је веровао да војска треба да буде политички неутрална. Почетком 1939. командовао је јединицама које су извршиле аншлус Аустрије и Судетске области.

### Други светски рат

#### Инвазија на Пољску
Пре самог почетка Другог светског рата, на команду му је дата 8. армија. Њом је командовао током инвазије на Пољску. На самом почетку кампање, уз Герда фон Рундштета је командовао трупама током битке на Бзури. Због успеха током Пољске кампање, 1. октобра 1939. награђен је Витешким крстом и унапређењем у генералоберста. Командовао је немачким јединицама и током битке за Варшаву.
Бласковиц је примио предају Варшаве 27. септембра 1939, а 22. октобра је постављен на место Војног гувернера окупационих снага у Пољској. На овој позицији је постао свестан злочина који се чине над пољским цивилима. Више пута је писао меморандуме својим претпостављеним на ту тему, док је истовремено спречавао своје подређене да чине злочине. Указао је на злочине које су чинили припадници СС-а и полиције, међу којима је било пљачкање, силовање и убијање Јевреја и Пољака. Генерал Валтер фон Браухич је први меморандум проследио директно Хитлеру 18. новембра 1939. чиме је Бласковиц пао у немилост код Хитлера. Осим Хитлеровог, изгубио је поверење код Ханса Франка, Хајнриха Химлера и Рајнхарда Хајдриха, док га је начелник штаба Алфред Јодл сматрао за наивног.
Смењен је са дужности 29. маја 1940. године. Планирано је било да му на команду буде предата 9. армија, која је вршила функцију окупационих снага, што је Хитлер спречио и послао га на позицију нижег Војног гувернера у северној Француској. На тој позицији је остао до октобра 1940. године, а крајем исте године је преузео команду над 1. армијом која се налазила на Шпанској граници.

#### Борбе на Западном фронту
У мају 1944. Герд фон Рундштет, који је био командант штаба у западној Европи, га је поставио на место команданта Групе армија Г, која се састојала из 1. и 19. армије, која је била стационирана у јужној Француској. У међувремену му је додељено храстово лишће за орден Витешки крст. Јединица која му је стављена под команду је била релативно мала, и требало је да учествује у одбрани од очекиване савезничке инвазије на Француску.
Савезничке снаге су извршиле инвазију у јужној Француској 15. августа 1944. и Бласковиц није успео да их задржи. Није имао довољну авионску подршку, и његове јединице су генерално биле бројчано надјачане. Успео је да стабилизује фронт, и да организује повлачење под борбом преко Вогеских планина. Тиме је успео да избегне опкољавање, али су Америчке снаге наставиле да га прогоне по планинском терену, све док нису стале да се реорганизују. Након што је добио појачање у виду 5. панцер армије под командом Хасо фон Мантојфела, желео је да обустави повлачење и организује одбрамбену линију. Међутим, Хитлер му је наредио да одмах изврши контраудар на Америчку Трећу армију. И Бласковиц и Хасо су знали да је то очајнички покушај осуђен на пропаст, али су свеједно послушали наређење. Њихов напад је изненадио Америчке јединице, и одбацио их до Луневила. Напредовање је трајало до 20. септембра, када је отпор појачан и офанзива заустављена. Хитлера је овај пораз разбеснео, и он је сменио Бласковица и на његово место поставио Хермана Балка.
Након тога, Бласковиц неко време није био распоређен, све до децембра 1944. када изненада позван да се прикључи у Арденској бици. У јануару 1945. Група армија Г је напала Америчку 7. армију и након жестоких борби је остала заробљена у Колмарском џепу. У жару борбе, Бласковиц је пребачен у Холандију, где је наследио Карла Студента на месту команданта Групе армија Х. Наредна три месеца се повлачио под борбом од Британске 2. армије због чега је награђен мачевима за орден Гвозденог крста.
Иако је претио својим војницима смрћу услед дезертирања, Бласковиц је дозволио да Савезнички ваздушно достављени пакети буду додељени холандском становништву. Његова команда је реорганизована у априлу 1945. и он је вршио дужност команданта штаба у Холандији. Генерал Чарлс Фулкес, који је командовао Првим Канадским корпусом, га је позвао да у једном хотелу у Ваганингену расправе могућност предаје Немачких снага у Холандији. Бласковиц је пристао на све предложене понуде. Међутим, у целој згради није било исправне писаће машине, да се документ о предаји откуца. Сутрадан, обе делегације су се поново окупиле и потписале откуцани документ.

### Након рата
Бласковиц је на Нирнбершком процесу оптужен за ратне злочине, али је извршио самоубиство 5. фебруара 1948. године. Након што се отео од стражара, бацио се са балкона који је гледао на унутрашњу страну дворишта суднице.

## Напредовање по чиновима
- Потпоручник - 27. јануар 1902.
- Поручник - 27. јануар 1910.
- Капетан - 17. фебруар 1914.
- Мајор - 1. јануар 1922.
- Потпуковник - 6. април 1926.
- Пуковник - 1. октобар 1929.
- Генерал-мајор - 1. октобар 1932.
- Генерал-лајтнант - 1. децембар 1933.
- Генерал пешадије - 1. августа 1936.
- Генерал-пуковник - 1. октобар 1939.